# Badet
Badet eller Barnets bad (engelska: The Child’s Bath) är en oljemålning av den amerikanska konstnären Mary Cassatt. Den målades 1893 och ingår sedan 1910 i Art Institute of Chicagos samlingar. 
Cassatt var en societetsdam som i stora delar av sitt liv var boende i Paris. I likhet med Berthe Morisot, den andra betydande kvinnliga impressionisten, var Cassatt hänvisad till vissa "kvinnliga motiv" såsom kvinnor och barn i vardagsmiljöer och hemmainteriörer etc. Många impressionister tog under 1890-talet intryck av japanska träsnitt, så kallade ukiyo-e. År 1890 bevittnade Cassatt en stor utställning om japanske träsnitt på Académie des Beaux-Arts i Paris vilket präglade hennes senare produktion, exempelvis Badet.

## Relaterade målningar

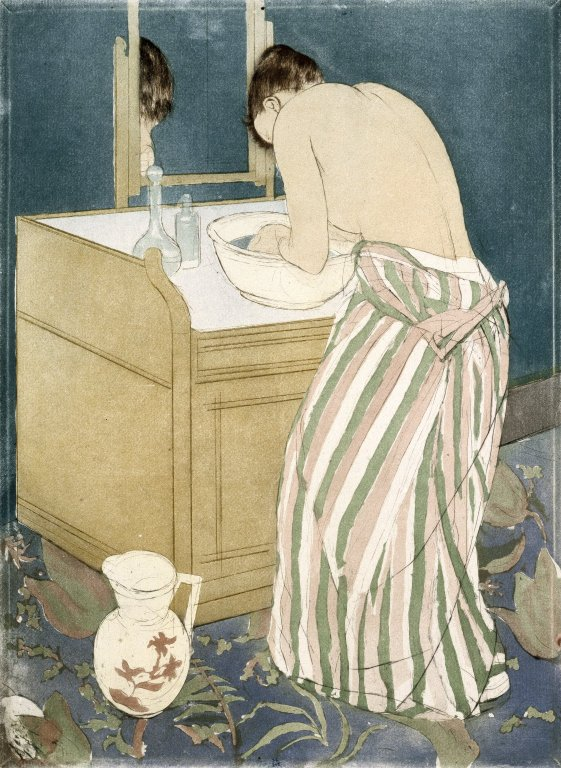
La Toilette från 1891–1892 visar att Cassatt tog starka intryck av japanska träsnitt (Brooklyn Museum).
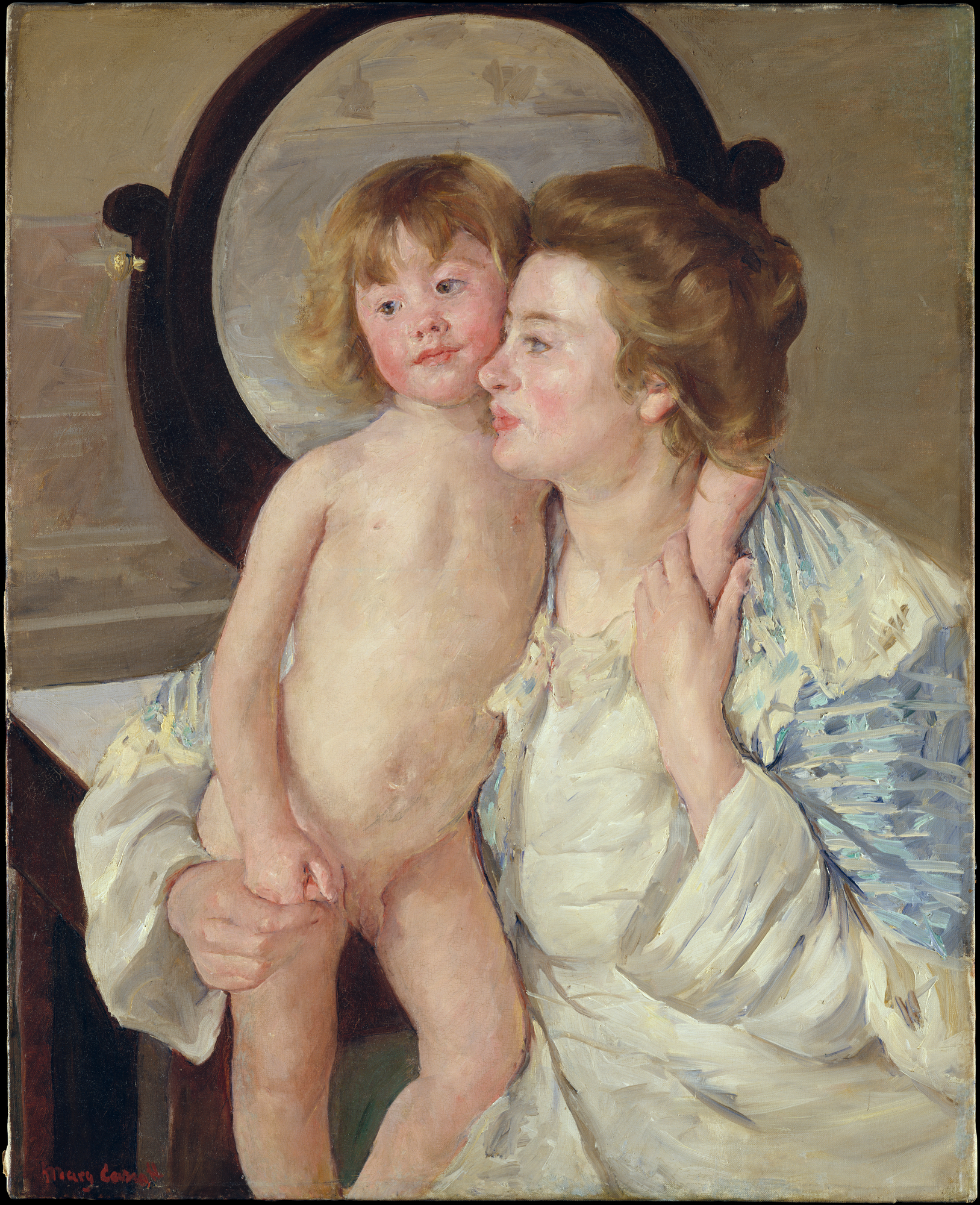
Mother and Child (The Oval Mirror) från 1899 är en av Cassatts många målningar med mor och barn som motiv (Metropolitan Museum of Art).